# Johann Timann
Johann Timann lub Johannes Amsterdamus Tidemann (ur. przed 1500 w Amsterdamie, zm. 17 lutego 1557 w Nienburgu) – niemiecki duchowny protestancki i działacz reformacyjny.
W 1522 roku Johann Timann przybył do Wittenbergi i następnego roku, wraz z Jakobem Propstem, udał się do Bremy, gdzie za rekomendacją Heinricha von Zütphen został pastorem kościoła św. Marcina. Po wyjeździe Zütphena w listopadzie 1524 roku, Timann i Propst przewodzili reformacji w Bremie i w 1525 roku zostały wprowadzone niemieckie pieśni i Wieczerza Pańska pod obiema postaciami. Na wezwanie księcia Wschodniej Fryzji Enno II w 1529 roku wraz z Johannem Peltem udał się do Emden, by tam przeciwstawić się anabaptystom. Niedługo potem obaj duchowni wrócili do Bremy. Timann prawdopodobnie odegrał decydującą rolę w tworzeniu nowego porządku kościelnego, który, po zaakceptowaniu przez Marcina Lutra i Jana Bugenhagena, został wprowadzony przez radę miejską. Reprezentował Bremę na zjeździe w Hamburgu, na którym podjęto środki przeciwko anabaptystom. Był jednym z sygnatariuszy Artykułów Szmalkaldzkich. Doradzał radzie miejskiej w sprawach kościelnych. Polemizował z poglądami Alberta Hardenberga na temat Wieczerzy Pańskiej i w swoim dziele Farrago sententiarum consentientium dowodził, że nauka Lutra na temat Eucharystii jest zgodna z poglądami wszystkich prawowiernych teologów. Część oskarżeń skierował przeciwko byłemu superintendentowi Fryzji Wschodniej oraz zboru cudzoziemskiemu w Anglii Janowi Łaskiemu, który umieścił swoją odpowiedź w dedykacji do dzieła Forma ac ratio.